# Carmine Meo
Carmine Meo es el álbum de debut de la soprano francesa Emma Shapplin y el que llamó la atención en todo el mundo.
Vendiendo cerca de dos millones de copias, fue galardonado con el  multiplatino.

## Grabación del álbum
El álbum fue traducido del francés a un dialecto Provenzal latino antiguo que Shapplin utilizó al momento de crear. 

Con 18 años, el cantante Jean-Patrick Capdevielle la convenció de volver a tomar lecciones de música clásica para mejorar su técnica de canto. 
 Ella, alejada momentáneamente de lo lírico, descubrió que aunque el rock le hubiera dado más libertad artística y un estilo de vida más libre y hedonista que la que le proporcionaba la música clásica, no se sintió artísticamente satisfecha y decidió crear su propio estilo, con una combinación de ópera arcaica, trance moderno y música tradicional escocesa y/o música pop. Shapplin y Capdevielle posteriormente trabajaron juntos en su primer lanzamiento, Carmine Meo.

Emma crea personajes en su interior a los que le da voz y expresión, relacionándolos en este primer álbum, a los elementos de tierra y fuego.
Posteriormente, esto se convertiría en una constante en sus siguientes trabajos.

## Lanzamiento
Carmine meo se lanzó al mercado en diciembre de 1997

## Personal

### Producción
Yaël Benzaquen / Entrenador vocal
Virginie Borgeaud / Administración
Michel DeFolligne / Colaboración, Coordinación
Chistopher Deschamps / Tambores
Régis Dupré / Director de Latón, Director, Director de Cuerda
Vic Emerson / Director Artístico, Coro/de Coro, Arreglos Orquestales
Alix Ewald / Ingeniero de Ayudante, Ingeniero, Mezclando Ayudante
Patrice Kung / Mezclando
Bertrand Lajudie / Piano
Carina Landehag / Maquillaje
Jean Yves Legrand / Ingeniero
André Perriat / Mastering
Vincent Perrot / Graves
Emma Shapplin / Liner Notas, Artista Primario
Mariana Yotoya / Director de Coro

## Gráficos
| Gráfico (1997)                         | Peakposition |
| -------------------------------------- | ------------ |
| Gráfico de Álbumes belgas (Wallonia)   | 2            |
| Gráfico de Álbumes belgas (Flanders)   | 10           |
| Gráfico de Álbumes finlandeses         | 19           |
| Gráfico de Álbumes holandeses          | 2            |
| Gráfico de Álbumes franceses           | 9            |
| Gráfico de Álbumes de la Nueva Zelanda | 9            |
| Gráfico de Álbumes noruegos            | 17           |
| Gráfico de Álbumes suecos              | 24           |